# Shinji Sōmai
Shinji Sōmai (相米 慎二 Sōmai Shinji?) (13 de enero de 1948 - 9 de septiembre de 2001) fue un director de cine japonés. 

## Biografía

### Primeros años
Shinji Sōmai nació el 13 de enero de 1948 en la ciudad de Morioka, en la prefectura de Iwate. Cuando tenía seis años, la familia se trasladó a la ciudad de Shibecha, en Hokkaido, debido al trabajo de su padre, quien fallecería en 1958. Después de eso, la familia volvió a mudarse varias veces dentro de la isla de Hokkaido, a las ciudades de Sapporo y a Kushiro Tras graduarse de la escuela secundaria, continuó sus estudios en la Facultad de Letras de la Universidad de Chuo(Tokio). Durante sus años universitarios, fue miembro de la Liga Comunista Revolucionaria de Japón (la rama japonesa de la Cuarta Internacional) y participó en la Lucha de Sanrizuka. Según un amigo de aquella época, Sōmai había sido un trotskista acérrimo desde que era estudiante de secundaria. Sin embargo, en un ensayo publicado por entregas en la revista Kadokawa, el propio Sōmai declaró que no había participado en el movimiento estudiantil.

### Inicios cinematográficos
En 1972, abandonó la Universidad de Chuo y se unió a los estudios Nikkatsu como asistente de dirección por recomendación del cineasta Kazuhiko Hasegawa.   Trabajó como asistente de dirección principalmente en películas del género roman porno bajo las órdenes de cineastas como Hasegawa, Chūsei Sone o Shuji Terayama. Durante esta etapa, utilizó también el seudónimo de Jirō Sugita.
Su debut como director se produjo en 1980 con la película Dreamy Fifteen (翔んだカップル Tonda kappuru?), protagonizada por la actriz Hiroko Yakushimaru. Al año siguiente, en 1981, alcanzó el éxito comercial con Sailor Suit and Machine Gun (セーラー服と機関銃?). 

### Años 80
En 1983 estrenó The Catch (魚影の群れ Gyoei no mure?), basada en una novela de Akira Yoshimura. En 1985, Typhoon Club ganó el Gran Premio del primer Festival Internacional de Cine de Tokio. En 1999 la revista Kinema Junpo la colocaría en el puesto 55 de las 100 mejores películas japonesas de todos los tiempos. También en 1985 estrenó Stepchildren (雪の断章 -情熱 Yuki no danshō - Jōnetsu?). Ese mismo año estrenó la película roman porno Love Hotel, que recibió críticas mixtas.

### Años 90 y 2000-2001
Años más tarde, ganó el Premio de Fomento al Arte del Ministerio de Educación por el largometraje de 1993 Moving (お引越し Ohikkoshi?). La película fue seleccionada para la sección Un Certain Regard del 46º Festival de Cine de Cannes. Al año siguiente, en 1994, se estrenó The Friends (夏の庭 The Friends Natsu no niwa The Friends?), basada en una historia de la escritora y guionista Kazumi Yumoto. Fue el propio Sōmai quien animó a Yumoto a escribir la novela original. 
Su película de 1998 Wait and See (あ、春 A, haru?) fue colocada en el número uno de la lista de las diez mejores películas de 1999 de Kinema Junpo y ganó el Premio FIPRESCI en el 49º Festival Internacional de Cine de Berlín.. En 2001, estrenó Kaza-hana (風花?), protagonizada por Kyoko Koizumi A partir de 1985 también realizó varios anuncios de televisión, y en los años 1991 y 1993 dirigió la ópera Tales of a Thousand Memories, compuesta por Shigeaki Saegusa.
En octubre de 2001 dirigió su primera obra de teatro, Defiled, y al año siguiente, en 2002, tenía previsto empezar a rodar su primer drama de época como director, una adaptación cinematográfica de la novela histórica Mibu Gishi Den, de Jirō Asada (la película finalmente sería dirigida por Yōjirō Takita). Sin embargo, en junio de 2001 le fue diagnosticado un cáncer de pulmón. Comenzó a recuperarse a mediados de agosto del mismo año, pero el 5 de septiembre su condición empeoró repentinamente y falleció a las 16:10 horas del 9 de septiembre en un hospital de la ciudad de Isehara, prefectura de Kanagawa, a la edad de 53 años. Su última película fue Kaza-hana, estrenada en enero de ese mismo año.

## Estilo cinematográfico
El rasgo más distintivo del cine de Sōmai es el uso de largos planos secuencia, creando una especie de ruptura entre la realidad y las emociones internas de los personajes. Los primeros 15 minutos de Stepchildren (1985) son probablemente el plano secuencia mejor conseguido de su carrera.

## Legado
Sōmai ha sido citado como uno de los directores japoneses más importantes no solo de su generación, sino del cine japonés en su conjunto. Su influencia ha sido mencionada por los cineastas Ryusuke Hamaguchi y Hirokazu Koreeda, así como por el crítico y teórico Shigehiko Hasumi.
En 2023, la organización con sede en Nueva York Japan Society presentó la primera retrospectiva norteamericana de su obra, que incluyó el estreno mundial de la restauración en 4K de Typhoon Club. En 2024, Japan Society presentó la película Moving, con la participación de la actriz protagonista, Tomoko Tabata
En España, Fundación Japón Madrid, en colaboración con Cineteca Madrid, Filmoteca de Catalunya, La Filmoteca de Valencia y Filmoteca de Galicia, realizó en 2025 la primera retrospectiva española del director, en la que se proyectaron hasta siete de sus películas.

## Filmografía

#### Como director
- Dreamy Fifteen (1980)
- Sailor Suit and Machine Gun (1981)
- P.P. Rider (1983)
- The Catch (1983)
- Love Hotel (1985)
- Typhoon Club (1985)
- Stepchildren (1985)
- Luminous Woman (1987)
- Tokyo Heaven (1990)
- Moving (1993)
- The Friends (1994)
- Wait and See (1998)
- Kaza-hana (2001)